# Simplex

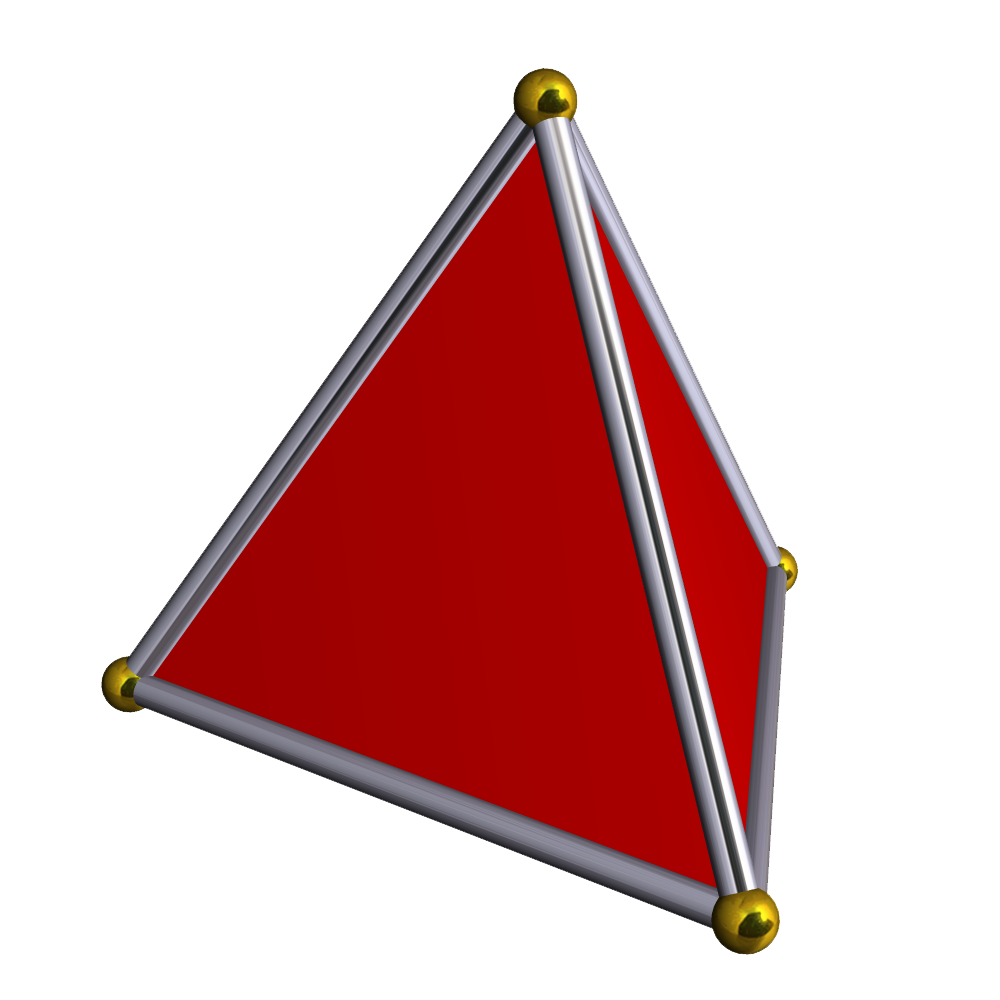
En 3-simplex eller tetraeder.

Inom geometri är ett simplex, ibland kallat hypertetraeder,  en n-dimensionell motsvarighet till en triangel eller tetraeder. Ett n-simplex är den enklast möjliga polytopen i n-rummet, och en regelbunden polytop (och tillika ett regelbundet simplex) om alla dess sidor är av samma längd.
Namnet kommer från latinets simplex som betyder "enkel".
En {\displaystyle N}-dimensionell simplex har Schläfli-symbolen {\displaystyle \left\{3,3,...,3\right\}} med {\displaystyle N-1} treor.

## Definition
Mer specifikt är ett simplex det konvexa höljet till en ändlig uppsättning punkter i ett euklidiskt rum. Ett simplex är ett n-simplex om det är mängden av det konvexa höljet av {\displaystyle (n+1)} affint oberoende punkter. Om mängden är {\displaystyle \{x_{i}\},(i=0,...,n)} så bildar vektorerna {\displaystyle x_{i}-x_{0}} en bas för det associerade vektorrummet. Enklare uttryckt är det en uppsättning punkter som är sådan att inget m-dimensionellt plan rymmer fler än {\displaystyle (m+1)} punkter från uppsättningen.
I enlighet med detta utgörs ett simplex av en given dimension av en punkt fler än dess givna dimension. Ett 0-dimensionellt simplex, eller 0-simplex, blir alltså en punkt. Ett 1-dimensionellt simplex, 1-simplex, är på samma sätt två punkter som avgränsar ett linjesegment. Ett 2-simplex är således en triangel, ett 3-simplex en tetraeder och ett 4-simplex en pentatop (i samtliga fall med ett inre).

## Rubrik
Låt {\displaystyle A_{1},...,A_{n+1}} vara hörn i ett n-simplex i En. Då kan varje punkt {\displaystyle X} i En uttryckas på formen
{\displaystyle X=\sum _{i=1}^{n+1}x_{i}A_{i},\sum _{i=1}^{n+1}x_{i}=1},
där {\displaystyle x_{i}} är reella tal.

## Element
Eftersom en delmängd av en affint oberoende mängd är affint oberoende självt, följer det att alla element av lägre dimension som utgör ett simplex även själva är simplexar. Mer specifkt sägs det konvexa höljet till någon delmängd m av de n punkterna vara ett simplex och kallas en m-sida. 0-sidor kallas hörn, 1-sidor kanter, {\displaystyle (n-1)}-sidor celler och (den enda) n-sidan är hela simplexet. Generaliserat är antalet m-sidor lika med binomialkoefficienten {\displaystyle {\tbinom {n+1}{m+1}}} och antalet m-sidor hos ett n-simplex finns i {\displaystyle (m+1)}-kolumnen på rad {\displaystyle (n+1)} i Pascals triangel.
Ett enkelt sätt att se detta är att föreställa sig en triangel som, enligt ovan, innehåller tre 0-sidor, alltså de tre hörnen. Den innehåller tre 1-sidor (eller kanter), det vill säga linjesegmenten som sammabinder hörnpunkterna. Dess n-sida är triangeln självt. 
| En enkel triangel.                            |
| En triangel med 3 hörn, 3 kanter och en sida. |

## Benämningar
| Dimension | Namn                                       |
| --------- | ------------------------------------------ |
| 0         | punkt                                      |
| 1         | linjesegment                               |
| 2         | triangel                                   |
| 3         | tetraeder                                  |
| 4         | pentatop                                   |
| 5         | hexatetra [Engelska, översättning saknas]  |
| 6         | heptapenta [Engelska, översättning saknas] |
| 7         | octahexon [Engelska, översättning saknas]  |

## Tillämpningar
Den så kallade simplexmetoden är en metod för att lösa linjära optimeringsproblem. Dessutom är simplex och delsimplex centrala objekt i algebraisk topologi.